# Rebărkovo
Rebărkovo (bulgariska: Ребърково) är ett distrikt i Bulgarien.   Det ligger i kommunen Obsjtina Mezdra och regionen Vratsa, i den västra delen av landet, 50 km nordost om huvudstaden Sofia.